# Бромид аммония
Бромид аммония — неорганическое соединение, соль аммония и бромистоводородной кислоты с формулой NH4Br, бесцветные кристаллы, растворимые в воде. При нагревании сублимируется и разлагается. Устойчив на свету и на воздухе (при полном отсутствии примесей). Хорошо растворяется в воде (гидролиз по катиону). Не образует кристаллогидратов.

## Получение
- Растворение аммиака в бромистоводородной кислоте:

{\displaystyle {\mathsf {NH_{3}+HBr\ {\xrightarrow {}}\ NH_{4}Br}}}
- Восстановление брома в концентрированном растворе аммиака:

{\displaystyle {\mathsf {8NH_{3}+3Br_{2}\ {\xrightarrow {}}\ N_{2}\uparrow +6NH_{4}Br}}}
- Разложение карбоната аммония бромистоводородной кислотой:

{\displaystyle {\mathsf {(NH_{4})_{2}CO_{3}+2HBr\ {\xrightarrow {}}\ 2NH_{4}Br+CO_{2}\uparrow +H_{2}O}}}

## Физические свойства
Бромид аммония образует бесцветные кристаллы (β-модификация) кубической сингонии, пространственная группа P m3m, параметры ячейки a = 0,406 нм, Z = 1.
При нагревании происходит фазовый переход в α-модификацию кубической сингонии, пространственная группа F m3m, параметры ячейки a = 0,691 нм, Z = 4 (250°С).
При низких температурах существует γ-модификация — тетрагональная сингония, пространственная группа P 4b2, параметры ячейки a = 0,4248 нм, c = 0,4035 нм, Z = 1.
Хорошо растворяется в воде, этаноле, ацетоне, эфире.
Водные растворы имеют слабокислую реакцию из-за гидролиза.

## Химические свойства
- При нагревании выше 394 °C возгоняется с разложением:

{\displaystyle {\mathsf {NH_{4}Br\ \rightleftarrows \ NH_{3}+HBr}}}
- Разлагается разбавленными кислотами:

{\displaystyle {\mathsf {2NH_{4}Br+H_{2}SO_{4}\ {\xrightarrow {}}\ (NH_{4})_{2}SO_{4}+2HBr\uparrow }}}
- Окисляется концентрированной серной кислотой (ω>50%, гор.):

{\displaystyle {\mathsf {2NH_{4}Br+3H_{2}SO_{4}\ {\xrightarrow {}}\ 2NH_{4}HSO_{4}+Br_{2}+SO_{2}\uparrow +2H_{2}O}}}
- Разлагается  щелочами:

{\displaystyle {\mathsf {NH_{4}Br+NaOH\ {\xrightarrow {100^{o}C}}\ NH_{3}\uparrow +NaBr+H_{2}O}}}
- Концентрированный горячий раствор реагирует с магнием:

{\displaystyle {\mathsf {2NH_{4}Br+Mg\ {\xrightarrow {}}\ MgBr_{2}+H_{2}\uparrow +2NH_{3}\uparrow }}}
- Является слабым восстановителем:

{\displaystyle {\mathsf {NH_{4}Br+KNO_{2}\ {\xrightarrow {}}\ KBr+N_{2}\uparrow +2H_{2}O}}}

## Применение
- Лекарственные препараты.
- Антипирен.